# Seznam francoskih lokostrelcev
Seznam francoskih lokostrelcev.

## B
- Édouard Beaudoin mlajši

## D
- Denet

## F
- Émile Fisseux
- Franck Fisseux
- Alexandra Fouace

## G
- Galinard
- Jocelyn de Grandis
- Émile Grumiaux

## H
- Henri Helle
- Henri Hérouin

## L
- Lecomte

## M
- Emile Mercier (lokostrelec)
- Eugène Mougin

## N
- Thomas Naglieri

## O
- Jonathan Liss Ohayon (Kanada)

## P
- Charles Frédéric Petit

## S
- Berangere Schuh
- Auguste Serrurier

## T
- Victor Thibaud
- Aurore Trayan